# ウィリアム・ショート (外交官)

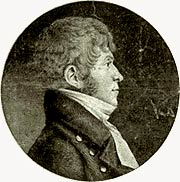
ウィリアム・ショート

ウィリアム・ショート（William Short, 1759年9月30日 - 1849年12月5日）は、アメリカ合衆国の外交官。

## 生涯
ウィリアム・ショートは1759年9月30日にバージニア植民地のスプリングガーデンにおいて誕生した。ショートは1779年にウィリアム・アンド・メアリー大学を卒業した。
ショートは1783年にバージニア州知事諮問委員会のメンバーとなった。ショートは1784年にトマス・ジェファーソンの私設秘書となった。ショートは1785年に駐フランス公使となったジェファーソンに随行してフランスに渡った。ショートはフランスのパリ公使館において、書記官を務めた。1789年9月26日にジェファーソンが公使を退任すると、ジョージ・ワシントン大統領はショートを代理公使として任命した。続いてワシントン大統領は1790年4月20日にショートを全権公使として任命し、ジェファーソンの正式な後任とした。ショートは1790年6月14日に信任状を奉呈して着任した。ショートは1792年5月15日まで駐フランス公使を務めた。ショートはフランスにおいて、フランス革命の経過などをアメリカ本国に報告した。
ショートは1792年1月16日に駐オランダ弁理公使として任命を受けた。ショートは1792年6月18日に信任状を奉呈して着任した。ショートは1792年12月19日まで駐オランダ公使を務めた。ショートはオランダにおいて、ハーグに居住した。ショートは駐スペイン代理公使ウィリアム・カーマイケルとともに、スペインとの外交交渉を行った。交渉の主題は、スペイン領フロリダの境界線、アメリカのミシシッピ川航行権、その他の通商課題に関してであった。
ショートは1794年5月28日に駐スペイン弁理公使として任命を受けた。ショートは1794年9月7日に信任状を奉呈して着任した。ショートは駐スペイン公使を1795年11月1日まで務めた。ショートはスペインにおいて、マドリッドに居住した。ショートはスペインとの外交交渉を継続し、1795年10月27日にピンクニー条約の締結を行った。ショートは1796年にアメリカに帰国したが、その後もスペインとの歴史的問題についての解決に寄与した。
ショートは1849年12月5日にペンシルベニア州フィラデルフィアで死去した。